# (2303) Retsina
(2303) Retsina ist ein Asteroid des Hauptgürtels, der am 24. März 1979 vom Schweizer Astronomen Paul Wild, vom Observatorium Zimmerwald der Universität Bern aus, entdeckt wurde.
Benannt ist der Asteroid ist nach dem griechischen Tafelwein Retsina.